# Mona Lisa (krater)
För andra betydelser, se Mona Lisa (olika betydelser).
Mona Lisa är en nedslagskrater med en diameter på 79 kilometer, på planeten Venus. Mona Lisa har fått sitt namn efter den italienska adelskvinnan Lisa del Giocondo.